# Haplochrois buvati
Haplochrois buvati ist ein Schmetterling (Nachtfalter) aus der Familie der Grasminiermotten (Elachistidae).

## Merkmale
Die Falter erreichen eine Flügelspannweite von 13 bis 18 Millimeter. Der Kopf ist fahl ockerfarben und mit einigen grauen Schuppen vermischt. Die Fühler sind fahl ockerfarben und grau geringelt. Apikal sind sie leicht gesägt und bei den Männchen gewimpert. Thorax und Tegulae sind fahl ockerfarben, stark mit bräunlich grauen Schuppen gesprenkelt und hinten heller. Die Vorderflügel sind distal schmal und glänzen hell ockergrau. Sie sind vor allem an der Basis und an der Costalader mit bräunlich grauen Schuppen gesprenkelt. Je eine unregelmäßige und undeutliche dunkelbraune Binde befindet sich an der Hälfte und bei 3/4 der Vorderflügellänge. Die Fransenschuppen sind an der Costalader ockergrau und an der Basis grau. Die Hinterflügel glänzen hellgrau.
Die Genitalarmatur der Männchen ist im Gattungsartikel beschrieben. Der Gnathos hat ziemlich kleine knaufförmige Enden und ist 1/4 so lang wie das Tegumen. Die Valven sind abgerundet dreieckig. Die Anellus-Lappen sind groß und haben in etwa die Länge des Tegumens. Sie sind distal stark geweitet und mit einer Anzahl langer und leicht gebogener Dorne versehen. Der Saccus ist kurz und kräftig und etwa 2/3 so lang wie das Tegumen. Der Aedeagus ist stark gebogen.
Bei den Weibchen sind die Apophyses anteriores ziemlich lang, schmal und nur leicht gebogen. Die Genitalplatte hat einen flachen V-förmigen Rand und zwei große eiförmige, runzlige Sklerotisierungen. Der Ductus bursae ist in Richtung des Corpus bursae gebuchtet. Das Corpus bursae ist sehr klein. Das Signum ist länglich und hat scharfe Auskragungen.

### Ähnliche Arten
H. buvati unterscheidet sich von Haplochrois albanica und Haplochrois gelechiella durch die größere Flügelspannweite und die beiden undeutlichen Binden auf den Vorderflügeln.

## Verbreitung
Haplochrois buvati ist in Südwesteuropa verbreitet.

## Biologie
Über die Biologie der Art ist bisher nichts bekannt. Falter wurden von Mitte August bis Mitte Oktober gesammelt.

## Systematik
Aus der Literatur sind folgende Synonyme bekannt:
- Aetia buvati Baldizzone, 1985